# Черданцев, Георгий Владимирович
Гео́ргий (Юра) Влади́мирович Черда́нцев (род. 1 февраля 1971, Москва) — российский спортивный комментатор, телеведущий, член Академии российского телевидения. Получил основную известность как спортивный комментатор телеканалов НТВ и «НТВ-Плюс». Пресс-атташе РФПЛ (2004—2007). В настоящее время работает на канале «Матч ТВ». Также был комментатором в русских версиях серии игр FIFA вместе с Константином Геничем.

## Биография
Родился 1 февраля 1971 года в Москве. Согласно автобиографии, родители всю жизнь проработали на биологическом факультете МГУ: мать — кандидат наук, научный сотрудник, отец — доктор наук, профессор. Прапрадед Черданцева написал первый российский учебник по стенографии. Его прадед — Глеб Никанорович Черданцев — составил первую географическую карту Узбекистана. Когда-то одна из улиц и жилой массив Ташкента носили имя Черданцева.
В 1987 году окончил 23-ю (сейчас 1253-я) специализированную московскую школу с преподаванием ряда предметов на английском языке. Играть в футбол начал в 7 лет под руководством тренера Олега Васильевича Шахина, учителя физкультуры. С 1982 по 1989 год играл в чемпионате Москвы за «Спартак», но был вынужден завершить футбольную карьеру из-за травмы колена.
Учился на романо-германском отделении филологического факультета МГУ. Его однокурсником был Андрей Липгарт — профессор МГУ, с 2019 года — и.о. декана филологического факультета. В 1992 году Черданцев окончил университет, получив специальность «переводчик и преподаватель английского языка». Владеет также итальянским языком.
По окончании вуза работал в юридическом отделе в одном из банков, в туристической фирме. 2 семестра также учился на экономическом факультете МГИМО МИД РФ.

## Телевидение

### НТВ/НТВ-Плюс/Матч ТВ
Работает на телевидении с 1996 года — в этом году был зачислен в штат создаваемой телекомпании «НТВ-Плюс». Начинал в должности переводчика, затем стал озвучивать небольшие сюжеты, репортажи, обзоры футбольных чемпионатов. Являлся корреспондентом в программе «Футбольный клуб» Василия Уткина. В качестве корреспондента готовил репортажи для выпусков под названием «Футбольный клуб на Чемпионате мира-1998» (НТВ). Первый прокомментированный футбольный матч датируется 1998 годом — запись трансляции игры чемпионата мира во Франции между сборными Италии и Норвегии.
С осени 1999 по июнь 2001 года был ведущим и руководителем обзорной программы «Европейская футбольная неделя» на телеканалах ТНТ и НТВ-Плюс Футбол. Провёл несколько выпусков «Футбольного клуба» в начале 2000-х годов вместо Василия Уткина.
С 1999 по 2009 год вёл информационно-аналитическую программу «Свободный удар» на НТВ-Плюс Футбол. С 2000-х годов и до 2015 года Черданцев также являлся автором и ведущим аналитических программ о футболе «Обратный отсчёт», «2:1», «Постскриптум», «90 минут» и «90 минут Плюс» на НТВ-Плюс Футбол, а затем и на канале «Наш футбол». С 2002 по 2003 год читал новости спорта на канале ТВС (бывший ТВ-6), которые по контракту производила спортивная редакция «НТВ-Плюс».
В период работы в телекомпании «НТВ-Плюс» преимущественно комментировал матчи чемпионата Италии по футболу. Также работал комментатором на трансляциях с чемпионатов мира и Европы в 2000 (из Москвы), 2002, 2008 и 2016 годах. Комментировал три финала Лиги чемпионов УЕФА — в 2003, 2007 и 2015 годах, а также финальную игру на Кубок УЕФА 2007/2008 между «Зенитом» и «Рейнджерс» (для «НТВ-Плюс»). Широкую известность получили комментарий Черданцева к матчу между сборными Нидерландов и России на чемпионате Европы 2008 года и отдельные фразы из него.
С марта 2008 по декабрь 2011 года — ведущий программы «Футбольная ночь» на канале НТВ.
В августе 2013 года был назначен главным продюсером телеканала «Спорт Плюс». На том же канале в феврале 2014 года вёл «Олимпийский канал» из Сочи в паре с ведущей радио «Спорт FM» Софьей Тартаковой.
С 1 ноября 2015 года, в связи с расформированием спортивной редакции на «НТВ-Плюс», занял должность комментатора и ведущего программ «Все на футбол!» и «После футбола» на новом спортивном телеканале «Матч ТВ». 10 июля 2016 года в паре с Константином Геничем прокомментировал финальную игру Чемпионата Европы по футболу 2016 Португалия — Франция на канале «Матч! Футбол 1». 15 июля 2018 года в паре с Юрием Розановым прокомментировал финальную игру чемпионата мира 2018 Хорватия — Франция.
Комментатор Финала Кубка УЕФА 2008 «Зенит» — «Рейнджерс».
Комментатор 5 финалов Лиги чемпионов УЕФА (2003, 2007, 2015, 2022, 2023).

### На других телеканалах и радиостанциях
С февраля 2005 по август 2013 года — ведущий программы «Слушаем футбол» на радиостанции «Серебряный дождь».
Принимал участие в различных ток-шоу, выходивших на Первом канале: «Гражданин Гордон», «Пусть говорят», «Они и мы» и других.
В сентябре 2013 года в паре с Геннадием Орловым комментировал на Первом канале трансляцию матча РФПЛ «Зенит» — «Спартак». В июне 2014 года на том же канале комментировал матчи чемпионата мира по футболу. После этого комментировал для «Первого канала» ещё несколько трансляций: финал юниорского Евро-2015 между Россией и Испанией в июле 2015 года, а также игру РФПЛ ЦСКА — «Спартак» (Москва) (август 2015, в паре с Константином Геничем) и отборочные матчи Чемпионата Европы 2016 Россия — Швеция и Россия — Черногория (сентябрь-октябрь 2015, с ним же).
27 сентября 2014 года комментировал матч «Зенит» — «Спартак» на канале «Санкт-Петербург».
В ноябре 2015 года прокомментировал футбольный матч между участниками реалити-шоу «Дом-2» (ТНТ).
В 2023 году снялся в шоу «Черданцев против Япперов» для российской социальной сети YAPPY.

## Фильмография
- 2015 — Кухня — камео
- 2019 — Вне игры-2 — Ведущий Матч! Премьер
- 2024 — Казачок — Казак-комментатор

## Факты
Многолетний поклонник группы Metallica.
Громкий голос Черданцева и его экспрессивная манера речи практически сделала крылатыми многие его комментарии, например, «Колодин, добрый вечер!», «А-а-а, не попал!», «Буффонище!» и «Я сейчас закончу вообще всё!».
Озвучивал одну из серий мультсериала «Валера», а также рекламные ролики, в том числе рекламу страховой группы «Согаз», строительного проекта «Тушино-2018», был голосом рекламных кампаний McDonald’s и M&M’s. Летом 2018 года стал лицом всероссийской рекламной кампании Райффайзенбанка. С 2019 по 2021 год — амбассадор букмекерской конторы «Олимп».
В 2012 году вышел вирусный видеоролик компании «М.Видео» под названием «Матч всех звёзд», в котором Черданцев как бы с балкона своей квартиры комментирует матч между детьми во дворе. Ролик набрал более 5 миллионов просмотров и вошёл в десятку лучших рекламных роликов года.
В апреле 2015 года издательство АСТ выпустило книгу Черданцева «Записки футбольного комментатора», значительную часть которой заняла расшифровка репортажа матча Евро-2008 Россия — Нидерланды. В марте 2018 года вышла другая книга — «Истории чемпионатов мира 1930—2014. Люди, мифы, факты». Осенью 2018 года вышло переиздание этой книги под названием «Все истории чемпионатов мира» с дополнительной главой о чемпионате мира 2018 года. В 2022 году в том же издательстве вышла книга Георгия Черданцева «Азбука футбола».
С 2015 года — комментатор русской версии игры EA Sports FIFA (совместно с Константином Геничем).
Участвовал в съёмках телесериала «Кухня»: «комментировал» вымышленные матчи за кадром в 10, 25, 48 и 98 сериях и в кадре в 94 серии. Снялся в фильме «Со дна вершины» (2018) в роли спортивного комментатора и в камео во втором сезоне российского телесериала «Вне игры». В 2023 году снялся в роли комментатора в сериале «Казачок».
В 2019 году Черданцев озвучил роль комментатора в кибербоевике продюсера Джеймса Кэмерона и режиссёра Роберта Родригеса «Алита: Боевой ангел».

## Награды
- 2001 год: Премия РФС «Стрелец» в номинации «Лучший комментатор»[58]
- 2005 год: Совместная премия РФС и РФПЛ «Премьер» в номинации «Лучший спортивный журналист»[59].
- 2009 год: Финалист национального телевизионного конкурса Академии Российского телевидения ТЭФИ в номинации «Лучший спортивный комментатор»[60]
- 2011 год: Премия «Золотой микрофон» лучшему спортивному комментатору.
- 2012 год: Премия РФС в номинации «За пропаганду футбола»[61].
- 2013 год: Премия РФПЛ «Премьер» за лучшее футбольное ток-шоу «90 минут плюс»[62].
- 2013 год: Премия РФПЛ «За большой вклад в популяризацию и пропаганду российского футбола»[63].
- 2014 год: Премия «Золотой микрофон» лучшему тележурналисту.
- 2014 год: Благодарность Президента Российской Федерации за заслуги в подготовке и проведении Зимних Олимпийских игр 2014 года[64].
- 2019 год: Почётная грамота Министерства спорта РФ «за заслуги в сфере физической культуры и спорта»[65].
- 2023 год: Благодарность Президента Российской Федерации (4 сентября 2023 года) — за заслуги в развитии средств массовой информации и многолетнюю добросовестную работу[66]
- 2023 год: Премия ТЭФИ в номинации "Ведущий спортивной программы/спортивный комментатор".